# Chinotto Neri
La Neri, poi diventata Chinotto Neri, è una storica azienda italiana.

## Storia
L'azienda fu fondata nel 1949 da Pietro Neri, imprenditore trentenne che decise di produrre e lanciare una bevanda dissetante che somigliasse per colore alle bibite statunitensi che giungevano nel dopoguerra in Italia, ma con un sapore originale.
Questa bevanda, distribuita in una bottiglia di vetro con il marchio in rilievo ma senza etichetta, era il chinotto (marchio aziendale: Chin8), derivato dalla pianta di chinotto e storicamente legato alla china cinese. Nella ricetta brevettata, all'agrume dal gusto amaro-acido del chinotto, prodotto industrialmente in provincia di Savona, in Liguria, e dalle parti di Taormina, in provincia di Messina, si affiancano altre essenze ed estratti vegetali.
L'impianto di produzione fu insediato nella cittadina di Capranica, nella Tuscia viterbese, per sfruttare, come base della bibita, l'acqua minerale sorgiva di San Rocco, che tuttora sgorga a 300 m s.l.m. ed è attingibile dalla fonte che si trova nella vallata capranichese che prende il nome dall'omonima chiesetta rurale dedicata al Santo, nei pressi della quale fu insediato lo stabilimento ”Mineralneri”.
In realtà questa diceria è in parte sbagliata, in quanto il Chinotto Neri fu commercializzato nel 1949, quattro anni dopo la fine della guerra.
Secondo alcuni, il chinotto Neri è stato la prima e la più celebre bevanda a base di agrume chinotto commercializzata in Italia.
Il successo dell'azienda fece sì che venissero lanciati altri tre prodotti: l'Aranciosa, la Gassosa e il Limoncedro, presenti insieme al Chin8 nel contenitore televisivo Carosello. Alla pubblicità su Carosello si affiancava la pubblicità dinamica: grandi automobili americane percorrevano le città italiane sovrastate da gigantesche riproduzioni 3D delle bottiglie di Chin8.
Nel 2000 l'azienda con sede a Capranica venne rilevata dalla Chinotto Neri s.r.l., la quale ha rilanciato lo storico marchio del chinotto.

## Slogan
Gli slogan, ideati dall'azienda nel corso degli anni cinquanta, sessanta, settanta, ebbero molto successo. Sono infatti basati sulle allitterazioni che hanno impresso così un efficace effetto mnemonico. Tra i più celebri:
- Non è chinotto se non c'e l'8
- Se bevi NERI...NE RIbevi
- Sapore raro, dissetante dolce e amaro

## Calcio
L'azienda legò il suo nome alla Società Sportiva Chinotto Neri, società calcistica romana, attiva nel corso degli anni cinquanta. Fondata nel 1950, si sciolse nel 1957. Era presieduta dal fondatore dell'azienda Pietro Neri, i suoi colori erano il giallo e il verde. L’allenatore era Walter Crociani mentre il preparatore atletico era Giuseppe Cuccotti. La squadra giocava e si allenava al Motovelodromo Appio.